# إدوارد زيكيندورف

إدوارد زيكيندورف

إدوارد زيكيندورف  (2 مايو 1901 - 16 مايو 1983) هو طبيب بلجيكي، وضابط في الجيش، ورياضياتي. في مجال الرياضيات عرف زيكيندورف واشتهر بأعماله على أعداد فيبوناتشي وبالتحديد في إثبات ما أصبح يعرف فيما بعد بنظرية زيكيندورف.
ولد زيكندورف في لييج عام 1901.وقد كان ابن طبيب أسنان ألماني. وفي عام 1925 تخرج كطبيب من جامعة لييج وانضم للهيئة الطبية في الجيش البلجيكي.وعندما قامت ألمانيا باجتياح وغزو بلجيكا في عام 1940؛ أخذ زيكندورف كسجين وبقي سجين حرب حتى عام 1945.وخلال هذه الفترة قدم زيكندورف الرعاية الطبية لأسرى الحرب من الحلفاء.ومن ثم تقاعد زيكندورف من الجيش عام 1957 برتبة عقيد (كولونيل).

## روابط خارجية
- O'Connor، John J.؛ Robertson، Edmund F.، "إدوارد زيكيندورف"، تاريخ ماكتوتور لأرشيف الرياضيات